# ラーメン食いてぇ!
『ラーメン食いてぇ!』（ラーメンくいてぇ）は、林明輝による日本の漫画作品。

## 概要
- 2014年に講談社コミックプラスの「イブニング発オリジナルWebコミック」の第1弾として配信され、2015年にWebコミックサイト「モアイ」にて再配信された。モアイではPVが150万を超える[1]などしたため、単行本化が決定。単行本には林の短編作品「宇宙人かよ！」が上巻に、「傘がない!!」が下巻に収録され、2015年4月3日に電子版が、4月23日に書籍版が販売された。

- 本作の内容は「ラーメンに携わる人々を描いたヒューマンドラマ」であり、作者自ら実家である群馬県高崎市のラーメン屋「清華軒」を元ネタに執筆した。

- 2017年12月に実写映画化が発表され、2018年3月3日に全国で公開された。

## 主な登場人物
紅茉莉絵
演 - 中村ゆりか

コジマ
演 - 葵わかな

赤星亘
演 - 片桐仁

紅圭子
演 - ふくまつみ

紅烈土
演 - 石橋蓮司

## 書誌情報
- 林明輝『ラーメン食いてぇ!』講談社、上下巻
  - 上巻 2015年4月23日発売、ISBN 978-4-06-354577-7
  - 下巻 2015年4月23日発売、ISBN 978-4-06-354578-4

## 実写映画
2018年3月3日公開の日本映画である。監督・脚本は熊谷祐紀。
原作の元ネタである「清華軒」でも撮影が行われた。作中のラーメンの監修は、林の甥が営む高崎市の「麵屋八」が行っている。
内容は原作を忠実に再現しているが、一部相違がある。原作では新疆ウイグル自治区が舞台の一つだが、映画ではキルギス共和国で撮影が行われた。

### スタッフ
- 製作プロダクション - レスパスフィルム
- 主題歌 - 7 O'CLOCK「恋のタベモノ」
- 挿入歌 - H△G 「さよならガール」